# Франківськ (баскетбольний клуб)
БК «Франківськ» — український жіночий баскетбольний клуб з Івано-Франківська, заснований в 1996 році. Переможець та призер української Жіночої суперліги, фіналіст Європейської жіночої баскетбольної ліги (EWBL). 

## Хронологія назв
- 1996—2005: БК «Станиславів»
- 2005—2008: БК «Франківськ»
- 2008—2009: БК «Галицька академія»
- 2009—2020 : БК «Франківськ»
- 2020— : БК «Франківськ-Прикарпаття-ПНУ»

## Історія
Витоки професійного жіночого баскетбольного клубу  БК «Франківськ» слід виводити зі створення тренером івано-франківської ДЮСШ Юрієм Процюком дитячої команди БК «Станиславів». Від дня своєї появи на світ цей колектив кілька років обмежувався виключно своєю участю в дитячих та юнацьких змаганнях різного рівня — від локальних до міжнародних.
Після реорганізації баскетбольного клубу в 2005 році його спортсменки врешті розпочали змагатися і в чемпіонатах України серед дорослих команд.
У 2008 році клуб перейшов під крило Івано-Франківського інституту менеджменту та економіки «Галицька академія», що, окрім іншого, знайшло своє відображення і в зміні назви. Одночасно команда Юрія Процюка влилася до лав щойно створеної Української професійної баскетбольної ліги (УПБЛ) і в першому своєму сезоні в турнірі під її егідою посіла 6-е місце з 10 команд. 
Щоправда, у наступному сезоні (2009/2010) керівництво клубу після консультацій з представниками Івано-Франківського міської ради ухвалило рішення повернути йому попереднє ім'я — БК «Франківськ». Що стосується змагань першості, то франківчанки фінішували 7-ми.  
У третьому своєму сезоні 2010/2011 в УПБЛ команда зайняла 4-е місце: перемогла в чвертьфіналі турніру восьми київське «Динамо» — 75:72, поступилася в півфіналі майбутньому чемпіонові України київському «ТІМ-СКУФ» — 55:78, а в матчі за 3-є місце й запорізькій «Козачці» — 74:95.
Після розформування УПБЛ в сезоні 2011/2012 БК «Франківськ» увійшов до складу учасниць чемпіонату Вищої ліги України. В турнірних змаганнях івано-франківські баскетболістки повторили результат минулого сезону — 4-е місце, програвши серію за 3-е місце «ТІМ-СКУФ» — 1:2. Також в цьому сезоні БК «Франківськ» дебютував в міжнародній «Балтійській лізі». Там клуб запам'ятався хіба що тим, що стартувавши в турнірі, так і не спромігся сплатити вступний внесок. Як наслідок, виконавчий комітет ліги зарахував франківчанкам дві технічні поразки (0:20).
У сезоні 2012/2013 команда закінчила чемпіонат на останньому 6-му місці, вигравши всього 2 матчі з 30.
Сезон 2014/2015 став достатньо успішнішим в історії клубу — його баскетболістки вперше вибороли медалі національної першості. У серії за 3-є місце івано-франківські спортсменки перемогли «Вінницьких Блискавок» — 2:1.
У сезоні 2016/17 команда достроково стала переможницею Вищої ліги — на той час другого за силою баскетбольного дивізіону України. Однак через брак належного фінансового забезпечення керівництво клубу на чолі з Юрієм Процюком відмовилося від права позмагатися в когорті елітних жіночих колективів країни. І тільки після свого наступного успішного виступу у вищолігових змаганнях (команда там посіла 2-е місце) франківчанки в 2018 році знову опинилися серед всеукраїнської баскетбольної еліти.
У сезоні 2020/2021 спортсменки БК «Франківськ» до останнього боролися за бронзові медалі чемпіонату Жіночої суперліги. Але у запеклому протистоянні з київськими динамівками франківчанки змушені були таки поступитися за сумою п'яти матчів своєму більш титулованому супернику  — 2:3.
Сезон 2022/2023 став новою віхою в історії івано-франківського клубу. Наприкінці 2022 року БК «Франківськ» заявився для участі в турнірі Європейської жіночої баскетбольної ліги (EWBL). Несподівано вдало пройшовши групові змагання, франківські «пантери» потрапили до фіналу чотирьох. І хоча в ньому вони зазнали двох поразок, європейський дебют клубу в цьому турнірі загалом можна оцінити як вдалий. 
Блискуче у цьому сезоні підопічні Ю. Процюка виступили в національній першості. Здобувши у змаганнях 22 перемоги і не втративши жодного турнірного очка, баскетболістки БК «Франківськ» достроково, вперше у своїй спортивній біографії, стали кращою жіночою командою України. 
Передовсім ця «золота» звитяга стала можливою завдяки вдало проведеній селекційній роботі тренерського штабу на чолі з Ю. Процюком. Протягом чемпіонського сезону йому вдалося якісно поєднати на спортивному майданчику ігрову мудрість та майстерність досвідчених Х. Філевич, О. Моллової, Т. Удоденко, О. Алексейчик із молодечою амбіційністю їх партнерок А. Ляшко, Д. Завертайло, В. Космач, К. Тихонової, Б. Лапхан, І. Бугайової. Між тим, наставники франківських «пантер» в окремих поєдинках авансом надали можливість відчути дух дорослих змагань і юному поколінню баскетболісток (Є. Радловській, А. Костів, У. Космач, Дал. та Дом. Мурзовій), які майже усі є вихованками Івано-Франківської ОДЮСШ.
У сезоні 2023/2024 спортсменки БК «Франківськ» разом з п'ятьма іншими вітчизняними клубами боролися за звання найкращих в турнірі Жіночої суперліги. Підопічні Ю. Процюка рівно пройшли змагання регулярного чемпіонату, здобувши 18 перемог з 20 можливих. Долю турнірних нагород франківки розіграли в Фіналі чотирьох. В ньому БК «Франківськ» спочатку без особливих проблем розібрався з «Рівне-ОШВСМ» (83:53), а у вирішальному поєдинку — з «Київ Баскет» (73:40), ставши вдруге поспіль чемпіоном України. За підсумками турніру Жіночої суперліги кілька баскетболісток клубу отримали персональні відзнаки від організаторів змагань: О. Моллова стала MVP чемпіонату, К. Філевич визнана найкращим його форвардом, а Д. Кононученко  — найкращим молодим гравцем.
Одночасно по ходу сезону івано-франківський клуб продовжив набиратися міжнародного досвіду в турнірі Європейської жіночої баскетбольної ліги. У підсумку БК «Франківськ» став фіналістом цих змагань, поступившись у вирішальному двобої варшавській «Полонії».  
Сезон 2024/2025 для БК «Франківськ» ознаменувався здобуттям третього поспіль чемпіонства в змаганнях Жіночої суперліги. Форвард клубу О. Моллова знову підтвердила статус їх кращого гравця і отримала нагороду MVP турніру. У прикарпаток був також хороший шанс оформити дубль на внутрішній арені, але у фіналі Кубка України, який розігрувався після кількалітньої перерви, вони несподівано для багатьох в рідних стінах мінімально поступилися «Київ Баскету» – 72:73.  
Традиційно для останніх років баскетболістки клубу, передовсім молодь, продовжили паралельно набувати ігрового досвіду в змаганнях Європейської жіночої баскетбольної ліги.

## Склад команди в поточному сезоні (2024/2025)
| №  | Прізвище, ім'я       | Позиція  | Країна | Дата народження | Зріст  | Вага  |
| -- | -------------------- | -------- | ------ | --------------- | ------ | ----- |
| 1  | Анжеліка Ляшко       | форвард  |        | 29/09/2000      | 178 см | 76 кг |
| 4  | Софія Лісюк          | захисник |        | 02/11/2007      | 175 см | 60 кг |
| 8  | Богдана Лапхан       | захисник |        | 02/01/2004      | 173 см | 64 кг |
| 9  | Оксана Моллова       | форвард  |        | 18/09/1988      | 188 см | 62 кг |
| 10 | Карина Панчук        | форвард  |        | 14/10/2004      | 180 см | 64 кг |
| 11 | Анастасія Кучерьонок | захисник |        | 21/03/2002      | 175 см | 65 кг |
| 12 | Євгенія Безкоровайна | центрова |        | 04/03/2005      | 185 см | 66 кг |
| 13 | Світлана Полянцева   | форвард  |        | 26/02/2007      | 177 см | 70 кг |
| 17 | Ольга Алексейчик     | захисник |        | 30/11/1992      | 165 см | 51 кг |
| 18 | Анжеліка Костів      | захисник |        | 18/07/2007      | 174 см | 61 кг |
| 22 | Уляна Космач         | захисник |        | 12/04/2009      | 164 см | 50 кг |
| 44 | Ірина Бугайова       | форвард  |        | 03/02/2005      | 187 см | 75 кг |
| 48 | Домініка Мурзова     | форвард  |        | 08/04/2009      | 172 см | 57 кг |
| 84 | Даліла Мурзова       | форвард  |        | 08/04/2009      | 169 см | 56 кг |

## Відомі гравчині
- Оксана Моллова
- Кристина Філевич

## Досягнення

### Україна
Чемпіонат України (Суперліга):
- Чемпіон (3) : 2023, 2024, 2025
- Бронзовий призер : 2015

 Вища ліга:
- Чемпіон: 2017

 Перша ліга:
- Чемпіон: 2014

 Кубок України з баскетболу:
 Фіналіст: 2025

### Європа
Європейська жіноча баскетбольна ліга:
- Фіналіст: 2024